# 月宮美鳥
月宮美鳥（日语：月宮 みどり，1990年11月25日—），日本埼玉縣出身的女性前配音員，曾隸屬於Production Ace。

## 人物
- 前9nine成員山岡美鳥（日语：山岡みどり）改名踏入聲優界。是本名、以平假名期許當個內心溫柔的女孩；從喜歡的漫畫看到這名字不錯，就用來漢字表記。[2]
- 聲優出道作品是電視動畫《這樣算是殭屍嗎？》，雖然對白不多，但令她知名度上升。
- 2016年7月1日，宣佈退出聲優界[3]。目前在一般公司上班[4]，從事電腦文書處理工作[5]。

## 演出作品

### 電視動畫
2011年
- 這樣算是殭屍嗎？（優克莉伍德·海爾賽茲）
- 天魔黑兔（學生、維蕭卜·埃雷蘭卡＝喵吉）
- R-15（香學創）

2012年
- 這樣算是殭屍嗎？OF THE DEAD（優克莉伍德·海爾賽茲）
- 公立海老栖川高校天闷部（伊势田结花）

2013年
- 學生會的一存 Lv.2（女子3）
- 約會大作戰（藤袴美衣、青梅竹馬）

2014年
- 約會大作戰II（藤袴美衣）

2015年
- 櫻子小姐腳下埋著屍體（女學生）

### OVA
2013年
- 學生會的一存 Lv.2（女學生）

### 遊戲
2011年
- R-15携带版（香學創）

2013年
- 约会大作战 凛祢乌托邦（藤袴美衣）

2014年
- 約會大作戰 或守Install（藤袴美衣）

2015年
- 約會大作戰 Twin Edition 轉世凜緒（藤袴美衣）
- 克拉夫特少女（花柳咲子）

### CM
- 這樣算是殭屍嗎？DVD告知 ※角色扮演優

### CD
- -{これはゾンビですか？めっちゃ挿入歌&めっちゃサントラ番外編
  - 「素顔」（ユー〈ユークリウッド・ヘルサイズ〉）}-

## 外部連結
- 的X（前Twitter）
- . YouTube上的KADOKAWA Anime Channel頻道. 2011-04-27. （原始内容存档于2020-06-22）. 外部链接存在于|publisher= (帮助)